# روي إم. دافنبورت
روي إم. دافنبورت (بالإنجليزية: Roy M. Davenport)‏ هو ضابط أمريكي، ولد في 18 يونيو 1909 في كانساس سيتي في الولايات المتحدة، وتوفي في 24 ديسمبر 1987 في لاغونا هيلس في الولايات المتحدة.